# Roger Duveau
Pour les articles homonymes, voir Duveau.
 (décembre 2019).
Si vous disposez d'ouvrages ou d'articles de référence ou si vous connaissez des sites web de qualité traitant du thème abordé ici, merci de compléter l'article en donnant les références utiles à sa vérifiabilité et en les liant à la section « Notes et références ».
Roger Duveau est un homme politique français, né le 5 août 1907 à Hortes (Haute-Marne) et décédé le 19 janvier 1985 à Lesparre-Médoc (Gironde).

## Fonctions
- Secrétaire d'État à la France d'Outre-mer du gouvernement Pierre Mendès France (du 18 juin 1954 au 23 février 1955)
- Sous-secrétaire d'État à la Marine marchande du gouvernement Guy Mollet (du 31 janvier 1956 au 21 mai 1957)[2]
- Député (MRP, puis UDSR) de Madagascar (1946-1958)[3]